# Mouflon de Dall
Ovis dalli
Espèce
Statut de conservation UICN

 LC  : Préoccupation mineure
Le mouflon de Dall est l’une des deux espèces de Mouflon nord-américain, principalement présente en Alaska, au Yukon, et en Colombie-Britannique  (l'autre est Ovis canadensis, qui inclut le mouflon canadien.). (Ovis dalli, Nelson, 1884), est une espèce de mammifères de la famille des Bovidae. Il s'agit d'un mouflon, ou mouton sauvage, des régions montagneuses du nord-ouest de l'Amérique du Nord, allant du blanc au brun ardoise et ayant des cornes recourbées d'un brun jaunâtre.

## Description et sous-espèces
Il y a deux sous-espèces putatives : Ovis dalli dalli, la plus nordique, qui est d'un blanc presque pur, et la sous-espèce du sud, ou mouflon de Stone (en), Ovis dalli stonei, qui est d'un marron ardoisé avec quelques taches blanches sur la croupe et à l'intérieur des pattes arrière.
Une population intermédiaire, avec un patron de coloration médian existe, parfois appelée Ovis dalli fannini.
Les distinctions entre sous-espèces sont aujourd'hui contestées, les analyses génétiques ne montrant pas des différences marquées entre les populations, malgré les différences de couleurs.

## Distribution

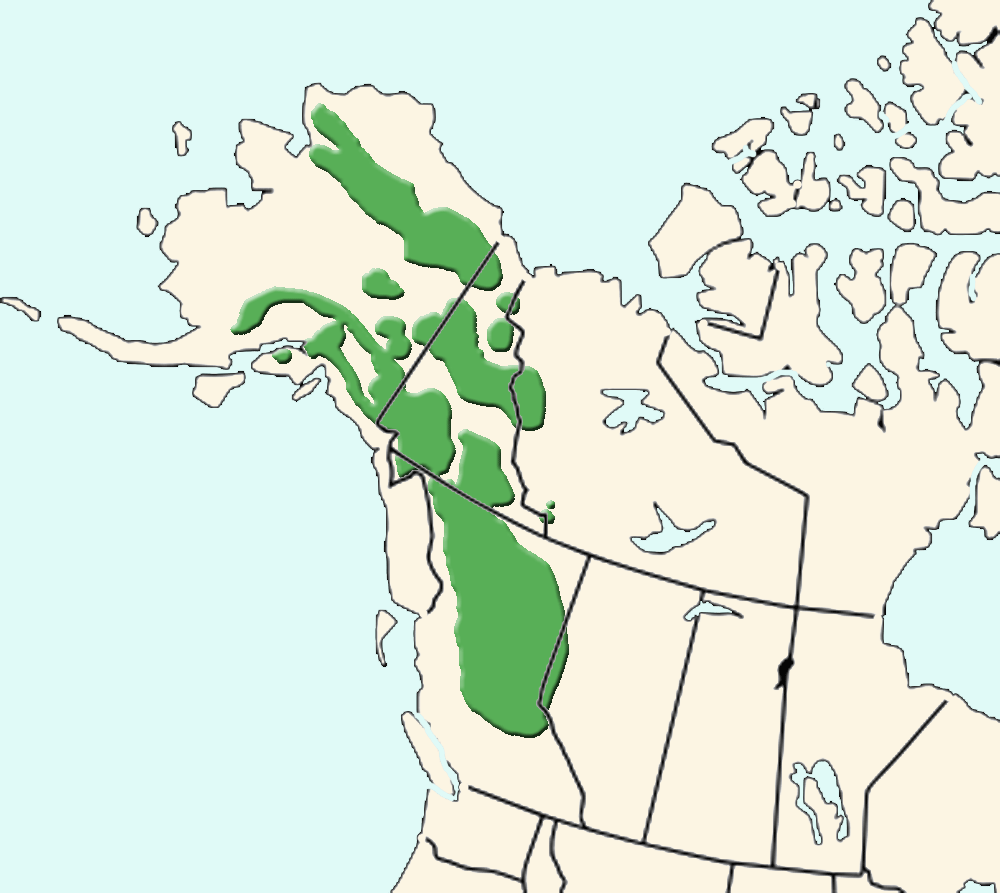
Répartition du mouflon de Dall aux États-Unis et au Canada

L'espèce vit dans les régions subarctiques des chaînes de montagnes de l'Alaska, du Yukon, du Territoire du Nord-Ouest du Canada (les monts Mackenzie) et dans le nord de la Colombie-Britannique.

## Habitats et nourritures
Les mouflons de Dall peuvent occuper des habitats assez différents des régions sub-arctiques, mais ce sont essentiellement des animaux vivant dans les chaînes de montagnes.
En règle générale, ils habitent les régions montagneuses sèches et mangent des graminées subalpines et de petits arbustes.
Ils dépendent des zones raides, des falaises abruptes et des affleurements d'accès difficiles, qui leur fournissent des zones de refuge contre les prédateurs. Ils utilisent à proximité de ces zones d'accès difficile, où la nourriture est rare, des zones plus ouvertes de prairies et de pâturages, pour y trouver leur alimentation. En hiver, ils préfèrent les zones ensoleillées et exposées à des vents forts, lesquels enlèvent la neige et exposent le fourrage qui leur sert de nourriture (Nichols et Bunnell, 1999).
La plupart des populations changent leurs zones d'habitation en fonction des saisons, même si certaines sont purement sédentaires. Les populations qui migrent le font en corrélation avec l'enneigement et l'accès à la nourriture.
La réserve écologique de Gladys Lake, située au centre du parc provincial de Spatsizi Plateau Wilderness dans la province de Colombie-Britannique au Canada, a été créée en 1975 pour pouvoir étudier le mouflon de Dall dans son habitat naturel.

## Prédateurs et menaces
Les loups (Canis lupus occidentalis), mais aussi les lynx (Lynx canadensis), les grizzly (Ursus arctos) les Coyotes (Canis latrans), les ours noirs (Ursus americanus), et les gloutons (Gulo gulo) sont les prédateurs de l'espèce.
Eu égard à l'environnement où ils vivent, les décès par chute ou du fait des avalanches sont également assez fréquents.
Le froid, la faim, les maladies et la prédation sont les principales causes de décès, surtout chez les jeunes.

## Reproduction

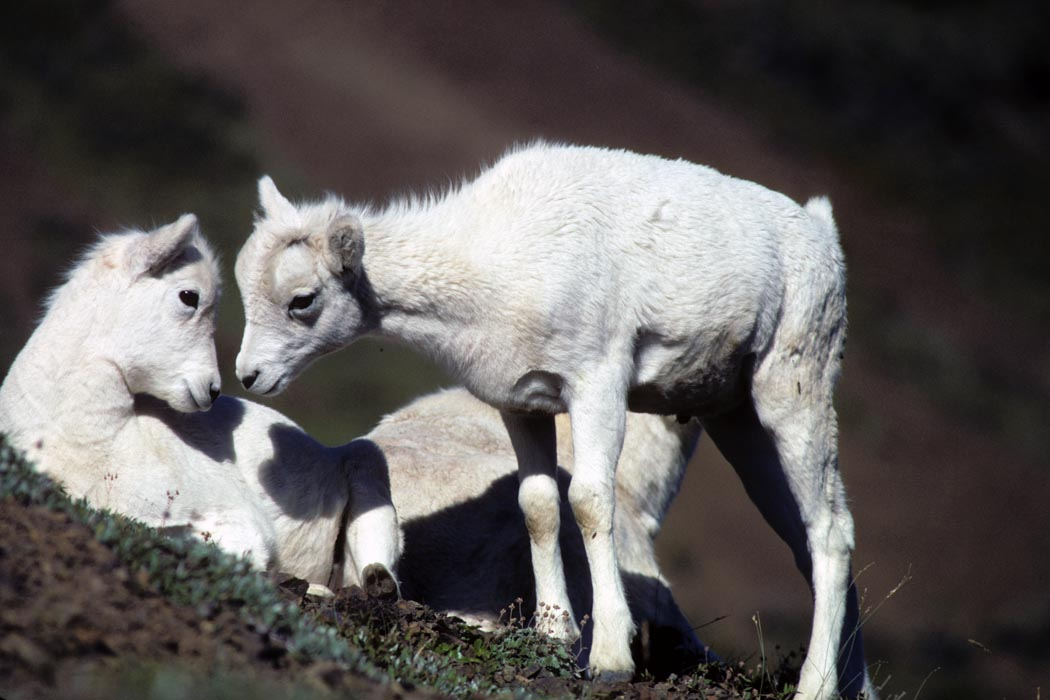
Deux jeunes mouflons de Dall

Les mâles vivent en bande hiérarchisée (au sein duquel le rang est surtout établi en fonction de la taille des cornes), séparés des femelles, et ne s'en rapprochent qu'au moment du rut.
Les accouplements se font en novembre - décembre. Ce sont surtout les mâles dominants qui se reproduisent mais pas de façon exclusive.
La gestation dure environ 175 jours. Les petits naissent au printemps. Ils font alors 3 à 4 kilos (Shackleton, 1999). La mortalité des jeunes lors du premier hiver peut atteindre 40 à 50 %.